# Доев, Таймураз Сахмарзаевич
Таймураз Сахмарзаевич Доев (род. 27 мая 1942, Владикавказ) — советский борец, двукратный призёр чемпионатов РСФСР, по завершении карьеры борца — тренер, а также судья. Заслуженный работник физической культуры Российской Федерации (2017).

## Биография
С седьмого класса стал заниматься вольной борьбой. С 1960 по 1962 год проходил обучение в Железнодорожном училище, после чего был призван в ряды Советской армии.
В 1965 и 1972 годах занимал вторые места на первенстве РСФСР. Имеет звание Мастера спорта СССР.
В 1974 году получил высшее образование в Ставропольском Государственном педагогическом институте по специальности «Физическая культура».
В 1976 году переехал в Ростовскую область, устроился на работу тренером-преподавателем и стал основателем отделения вольной борьбы в ДЮСШ № 2 города Константиновска Ростовской области, где и продолжает педагогическую деятельность до настоящего момента.
На протяжении трудовой деятельности в спортивной школе Доевым было подготовлено большое количество победителей и призёров международных и всероссийских соревнований.
Среди подопечных тренера можно выделить Михаила Богословенко — мастера спорта по вольной борьбе, члена сборной команды России по спорту глухих. Богословенко является: чемпионом мира 2014 года, чемпионом Европы 2015 года, многократным чемпионом России (все звания выиграны в соревнованиях среди неслышащих спортсменов).